# Uroxys depressifrons
Uroxys depressifrons är en skalbaggsart som beskrevs av Henry Fuller Howden och Young 1981. Uroxys depressifrons ingår i släktet Uroxys och familjen bladhorningar. Inga underarter finns listade i Catalogue of Life.